# Es Sebt
Es Sebt (în arabă السبت) este o comună din provincia Skikda, Algeria.
Populația comunei este de 15.266 de locuitori (2008).